# Gayle Hunnicutt
Gayle Hunnicut (ur. 6 lutego 1943; zm. 31 sierpnia 2023) – amerykańska aktorka filmowa, telewizyjna. Pojawiła się w ponad 30 filmach.

## Młodość
Gayle jest córką pułkownika Sama Lloyda Hunnicutta i Mary Virginii Hunnicutt. Urodziła się w mieście Fort Worth w Teksasie. Hunnicutt uczęszczała na Kalifornijski Uniwersytet w Los Angeles, gdzie studiowała literaturę angielską i teatr. Zanim zajęła się aktorstwem, pracowała jako modelka.

## Życie prywatne
W 1968 roku Hunnicutt poślubiła brytyjskiego aktora Davida Hemmingsa, z którym miała syna, przyszłego aktora Nolana. Para się rozwiodła w roku 1975. W późniejszym czasie Gayle wyszła za dziennikarza Simona Jenkinsa. Małżeństwo mieszkało w londyńskim Primrose Hill. Z Jenkinsem miała drugiego syna, Edwarda. Rozwiedli się w 2008 roku.

## Kariera
Podczas pracy w zawodzie aktorskim, Hunnicutt była zaszufladkowana jako atrakcyjna brunetka, którą obsadzano głównie w rolach pociągających kobiet. W 1969 roku zagrała w filmie Marlowe, partnerując Jamesowi Garnerowi, gdzie sportretowała wytworną Hollywoodzką aktorkę.
Po tym jak w 1970. roku przeniosła się z pierwszym mężem do Anglii, Hunnicutt mogła wybierać role bardziej wyszukane. W roku 1972 wcieliła się w postać Charlotte Stant, w telewizyjnej adaptacji powieści Henry’ego Jamesa The Golden Bowl. Rok później zagrała w produkcji Legenda piekielnego domu. W 1974 roku zobrazowała carycę Fiodorowną w serialu Upadek Orłów.
Aktorka po powrocie do Stanów w roku 1989, zagrała postać Vanessy Beaumont w serialu Dallas, w którym występowała do roku 1991.

## Wybrana filmografia
- Dzikie anioły (1966) jako Suzie
- Marlowe (1969) jako Mavis Wald
- Ułamek strachu (1970) jako Juliet Bristow
- Skorpion (1973) jako Susan
- Legenda piekielnego domu (1973) jako Ann Barrett
- Upadek Orłów (1974; serial TV) jako cesarzowa Aleksandra Romanowa
- Statek miłości (1977-86; serial TV) jako Janet Mallory (gościnnie, 1980)
- Sherlock Holmes (1984; serial TV) jako Irene Adler
- Pierwsza olimpiada, Ateny 1896 (1984) jako Mary Sloane
- Cel (1985) jako Donna Lloyd
- Dwie kobiety (1989) jako pani Martin
- Trudno być Bogiem (1989)
- Dallas (1978-91; serial TV) jako Vanessa Beaumont (w latach 1989-91)